# Paddy Sloan
Joshua Walter „Paddy“ Sloan (* 30. April 1920 in Lurgan; † 7. Januar 1993 in Melbourne) war ein nordirischer Fußballspieler und -trainer. Als Außenläufer und Halbstürmer war er Teil des Kaders des FC Arsenal, der in der Saison 1947/48 die englische Meisterschaft gewann. Er war zudem der erste irische Spieler in der italienischen Serie A und agierte nach seinem Engagement für die AC Mailand noch für Udinese Calcio und Brescia Calcio.

## Sportlicher Werdegang

### Karriere als Aktiver
Sloan wurde im nordirischen County Armagh geboren und schloss sich als Jugendspieler dem Glenavon FC an. Im September 1937 zog es den 17-Jährigen dann nach England zu Manchester United. Dort kam er häufig in der Reservemannschaft zum Einsatz, aber der sportliche Durchbruch blieb aus, so dass er im Mai 1939 zum Zweitligaabsteiger Tranmere Rovers weiterzog. Weitere Entwicklungsschritte blieben fortan aufgrund des Zweiten Weltkriegs aus, denn kurz nach seinem Debüt am 26. August 1939 gegen Rotherham United wurde der reguläre Ligaspielbetrieb für mehrere Jahre ausgesetzt. Er agierte bis 1945 zwar häufiger als Gastspieler für diverse Vereine (darunter auch Manchester United), aber für gewöhnlich diente er in der Royal Air Force als Pilot in Kanada. Durch die erfolgreichen Gastauftritte empfahl er sich für prominente Klubs, zu denen sein Ex-Klub aus Manchester und der FC Arsenal zählten. Sloan verließ Tranmere schließlich im August 1946 und heuerte beim FC Arsenal in London an.
Nach seiner Ankunft etablierte sich Sloan mit 27 Ligapartien in der Saison 1946/57 als Stammspieler, aber das Jahr verlief für den Klub insgesamt enttäuschend. Nach dem Wechsel auf der Cheftrainerposition von George Allison zu Tom Whittaker verlor er seinen Platz an Archie Macaulay. Er steuerte so nur drei Ligaeinsätze zum Gewinn der englischen Meisterschaft bei. Er bestritt sein letztes Spiel für Arsenal am 4. Oktober 1947 gegen den FC Portsmouth und noch vor Ablauf der Saison 1947/48 wechselte er im Februar 1948 zum Erstligakonkurrenten Sheffield United. Nur kurze Zeit später machte er im Sommer 1948 den „großen Sprung“ nach Italien zum Spitzenklub AC Mailand.
Bei „Milan“ agierte Sloan in der Saison 1948/49 mit Spielern wie Albert Guðmundsson und Riccardo Carapellese unter Trainer Giuseppe Bigogno, der zuvor für die AC Florenz gearbeitet hatte und später noch für die AC Turin, Lazio Rom, Udinese Calcio und Inter Mailand verantwortlich war. Die italienische Serie A war zu dieser Zeit nicht unerheblich britisch beeinflusst, beispielsweise durch Leslie Lievesley als Trainer der AC Turin sowie den Waliser Dai Astley bei Inter Mailand. Sloan war der erste Ire in der höchsten italienischen Spielklasse und führte sich mit einem Tor zum 3:1-Sieg gegen die US Triestina ein (es folgte beim zweiten Einsatz gegen den FC Lucca (2:2) ein weiterer Treffer). Zum Jahreswechsel verpflichtete Milan den schwedischen Starspieler Gunnar Nordahl, der die Offensivreihe um Sloan, Renzo Burini und Carapellese ergänzte. Vom fünften Platz zu Weihnachten 1948 verbesserte sich die Mannschaft letztlich auf den dritten Rang und Sloan hatte neun Tore (bei 30 Ligaeinsätzen) beigesteuert. Neuer Meister wurde die AC Turin, auch als Grande Torino bekannt, deren Mannschaftsmitglieder am 4. Mai 1949 bei einem Flugunfall ums Leben kamen. Kurz nach Ende der Saison heuerte Sloan in Turin an, aber der Wechsel zerschlug sich letztlich und im August 1949 fand er beim Zweitligisten Udinese Calcio einen neuen Klub.
Sloan verhalf Udinese mit sechs Toren in 23 Zweitligaspielen zum Aufstieg in die Serie A, aber die erhoffte Rückkehr in die höchste englische Spielklasse erfüllte sich für Sloan nicht, denn mit der Verpflichtung des Dänen Erling Sørensen fiel Sloan der ligaweiten Beschränkung auf nur einen Ausländer pro Team zum Opfer. Daher verließ er den Klub bereits nach einem Jahr wieder, fand aber mit Brescia Calcio erneut einen Zweitligisten als neuen Arbeitgeber. Gemeinsam mit dem jungen Lorenzo Bettini, der später in der Serie A auf sich aufmerksam machte, führte Sloan mit neun eigenen Treffern den Klub zu einem etwas enttäuschenden neunten Platz und kurz darauf kehrte Sloan im Alter von 31 Jahren nach England zurück, um dort zunächst für den Drittligisten Norwich City und später außerhalb der Football League für Peterborough United zu spielen.
In der Saison 1954/55 versuchte sich Sloan als Spielertrainer in Malta beim FC Rabat, kam aber nicht über den vorletzten Platz hinaus. Kurz darauf trainierte er in England Hastings United, Lockheed Leamington und zuletzt Bath City, bevor er in den 1960er-Jahren mit seiner Familie nach Australien auswanderte. Dort trainierte er kurzzeitig South Melbourne Hellas und Brunswick Juventus. Dazu wurde er 1964 Vorsitzender der nationalen Trainervereinigung in Australien. Er verstarb in seiner Wahlheimat in Melbourne im Alter von 72 Jahren.

### Länderspiele
Als sich Sloan nach dem Ende des Zweiten Weltkriegs für Länderspiele empfahl, konnte er sich zwischen zwei Auswahlmannschaften entscheiden. Es gab zwei Verbände, die für sich in Anspruch nahmen, Spieler von der irischen Insel zu nominieren. Hierzu gehörten die in Nordirland ansässige IFA sowie die Football Association of Ireland mit Hauptsitz in Dublin. Die irische Nationalmannschaft der IFA galt als Vorgänger der späteren Auswahlmannschaft Nordirlands und für diese kam Sloan am 16. April 1947 gegen Wales zum Zug. Zuvor hatte er zwei Spiele für den Verband in den Jahren 1945 und 1946 anlässlich der Victory Internationals nach dem Zweiten Weltkrieg absolviert.
Für die irische Nationalmannschaft der FAI absolvierte Sloan zwei Länderspiele. Er war einer von vier nordirischen Fußballern (neben Jackie Vernon, Billy McMillan und Jimmy McAlinden), die dem Ruf anlässlich einer Tour auf die iberische Insel folgten. Innerhalb einer Woche im Juni 1946 stand er in der Mannschaft, die gegen Portugal mit 1:3 verlor und danach überraschend mit 1:0 gegen Spanien gewann.